# Tudásbázis
A tudásbázis, vagy ismeretbázis (angolul Knowledge Base, rövidítése KB, kb) egy speciális adatbázis típus, melyben szimbolikus módon vannak tárolva azon adatok, amelyeket egy tudás-alapú rendszer, vagy következtetőgép felhasználhat. Az adatokat (a tudást) tipikusan tények és azokból építkező szabályok formájában tárolja. Egy tudás-alapú rendszer ezen szabályok és tények alapján képes következtetni, problémákat megoldani. 
A legtöbb tudásalapú, szakértői és döntéstámogató rendszer mögött van egy ilyen adatbázis.
A tudásbázisok többnyire relációs adatbázisok. Objektumokat tartalmaznak azok szerkezetével, mezőivel és attribútumaikkal, ezeket logikai kapcsolatok, függőségek és további attribútumok kapcsolják össze. Az attribútumok lehetnek számok, szövegek, képek, hangfelvételek, vagy akár filmek is.

## Menedzsmentjük
Egy tudásbázis legfontosabb feladatai abban állnak, hogy segítsenek
- A tudást más személyek rendelkezésére bocsátani,
- Információk gyors megtalálása
- Mindenhonnan, mindenféle információk gyűjtése, azok észrevételezése, és hivatkozásokkal történő összekapcsolása,
- Információ szelektív közvetítése (elkerülhető a nem kívánt, szétszórt információk túlzott felhalmozódása)
- A lehető legpontosabb, magától értetődő, és szigorú információ

### Létrehozás
Tipikusan egy ismeretbázist fejlesztő alrendszer segítségével történik a létrehozásuk. Ezen rendszereknek három fő része van:
- Ismeretbázis-fejlesztő eszköz
- Teszteset-fejlesztő eszköz
- Ismeretszerzést támogató eszköz

Tudásmérnökök dolgoznak a kialakításán. Ők azok, akik a megfelelő tudás, és technikai háttér segítségével képesek a tárgyköri ismereteiket formalizálni, és ez alapján a szükséges struktúrát megtervezni.

### Közzététel
A tudás közzététele a tudásbázisban (Knowledge Base Publishing) a tudásbázis létrehozásával, karbantartásával, az integrációval és a funkcionális használatával foglalkozik. Ezt különféle technikákkal, programokkal valósítják meg. 
A közzététel - hasonlóan egy honlapon történő közzétételhez - konkrét munkafolyamatba illeszkedik. Az integrációs folyamat fontos eleme a felhasználóbarát megközelítés. A következők jellemzik:
- integrált keresőrendszer
- hozzátartozó A-Z tárgymutató
- kapcsolódó dokumentumok és linkek meghatározása

### Fejlesztés
A tudásbázisok fejlesztése magában foglalja az információ begyűjtését, igazolását, rendszerezését, szervezését és bemutatását. A fejlesztés a leendő felhasználók bevonásával kezdődik, azok igényeinek, feladatainak felmérésével; a tudásbázis szerkesztőinek alaposan meg kell ismernie a vállalati környezetet, és a felhasználók szükségleteit. Ezután kezdődhet csak az információgyűjtés a szakértőktől. 

### Fejlesztői szerepek
A tudásbázisokat több fejlesztő fejleszti, illetve tartja karban. Köztük munkamegosztás van, ami szakterületek szerint változó. A szerepek konkrét eloszlása függ az implementációtól, a feladattól, és az üzemeltetés konkrét körülményeitől. Így kellenek igénybejelentők, szakértők, tartalomszerkesztők, szerkesztők, szakmai lektorok, taxonómusok és üzemeltetők. Egy szerepet többen is betölthetnek, és egy ember több szerepet is kaphat. 
A szakértők adják a szaktudást, ami a tudásbázisba kerül. A tudást nemcsak kikérdezéssel, hanem a szakértő munkájának megfigyelésével is gyűjtik. Kedvelt módszer az is, ha megkérik a szakértőt, hogy hangosan gondolkodjon. Az igénybejelentő a tudásbázis gondozásában segít. Az ő feladata az, hogy jelezze, mi hiányzik, hogyan bővítsék, helyesbítsék az adatokat részben a felhasználóktól kapott új eredmények alapján. A tudásbázis szerkezetét a tartalomszerkesztők alakítják ki. Ez magában foglalja a duplikátumok és az ellentmondások szűrését, az adatok értékelését és azok engedélyeztetését. A szerkesztők megfogalmazzák és megszerkesztik az adatokat. A szakmai lektorok ellenőrzik a tartalmat nemcsak szakmai, hanem nyelvi szempontból is. A taxonómusok definiálják a szövegekben előforduló szakszavakat, egységesítik az elnevezéseket és kialakítják a terminológiát. Az üzemeltető adja a technikai hátteret, megtervezi a szakértői rendszer bevezetését, gondoskodik a licencekről, beszerzi a szükséges informatikai eszközöket, koordinálja a szakértői rendszer felületét, megszervezi a munkatársak felkészítését, és új célokat tűz ki.

## Csoportosításuk
Alapvetően különböző adatbázist igényel, ha az ismeretalapú rendszerünket számítógépek számára érthetővé, vagy emberek számára olvashatóvá akarjuk tenni.
- Számítógépes ismeretbázis esetén a szabályok tipikusan logikai formulákként vannak eltárolva, "és/vagy" kapcsolatokkal, implikációval, és egyéb logikai műveletekkel. Ezen rendszerek struktúráját az ontológiájuk határozza meg. Tipikus példa a szemantikus web.
- Emberi szemmel is olvasható adatbázisok esetén azonban a tudás általában szövegként, magasabb nyelvi és logikai szinten van megfogalmazva. Munkahelyeken használhatják őket referenciaként, vagy súgóként. Az ismeretek összekapcsolása hivatkozásokkal történik, pontosan úgy, akár az interneten. A két különböző tárolási mód között létezhet átjárhatóság mind a két irányba, ezzel nagymértékben elősegítve az információk rendszerezését, integritásvizsgálatát.

Azonban a tudásbázisban lévő adatok és szabályok tárolási módja alapján megkülönböztethetünk szabályalapú, leíró, szemantikus hálót, vagy keretet felhasználó, illetve különböző logikákon alapuló (klasszikus, fuzzy logika, többértékű logika, stb.) rendszereket is.

## Példák
Kézenfekvő példa egy ilyen rendszerre maga a Wikipédia. De az '50-es évektől kezdődően rengeteg ilyen rendszert fejlesztettek, és fejlesztenek ma is, pl.:
- Protégé, egy nyílt forráskódú tudás-kezelő rendszer
- CLIPS, szintén egy népszerű tudás-kezelő

## Lásd még
Mesterséges intelligencia 